# آیرونکلاد آندرئا دوریا
آیرونکلاد آندرئا دوریا (به انگلیسی: Italian ironclad Andrea Doria) یک کشتی بود که طول آن ۳۲۸ فوت ۱ اینچ (۱۰۰٫۰ متر) بود. این کشتی در سال ۱۸۸۵ ساخته شد.